# ابراء (شهر)
شهر ابراء (به عربی: ابراء) در الشرقیه در کشور عمان واقع شده‌است.

## جمعیت
جمعیت این شهر ۲۴٫۴۷۳ نفر است.